# 제하임유겐하임

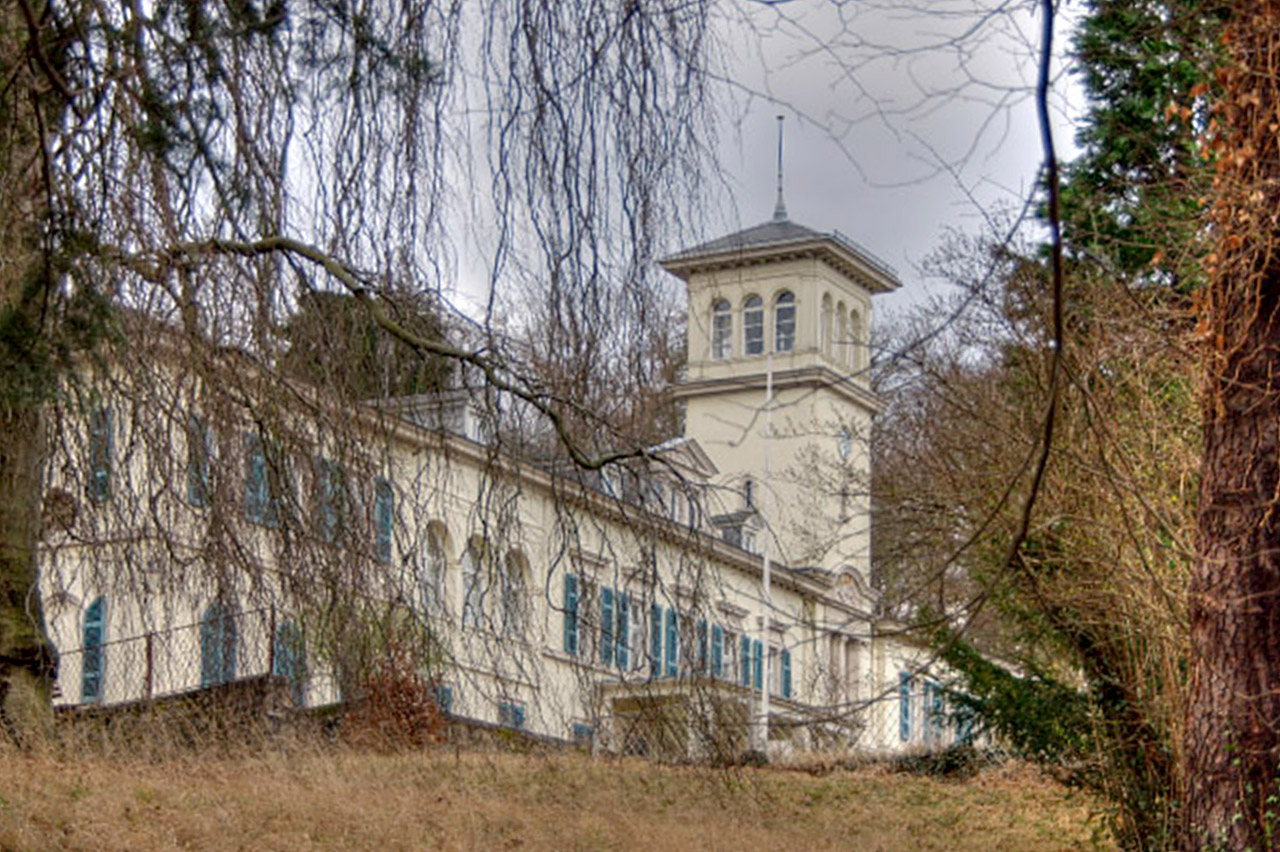
제하임유겐하임에 위치한 하일리겐베르크 성

제하임유겐하임(독일어: Seeheim-Jugenheim)은 독일 헤센주에 위치한 도시로 면적은 28km2, 높이는 224m, 인구는 16,368명(2016년 12월 31일 기준), 인구 밀도는 580명/km2이다.
1977년 1월 1일을 기해 제하임(Seeheim)과 유겐하임(Jugenheim) 지방 자치체가 하나로 통합되면서 신설되었다. 멜리보쿠스 산(Melibokus) 인근에 위치한 산악 자전거 시설로 유명한 곳이다. 도시 안에는 산업 시설, 상업 시설이 거의 없기 때문에 주민들은 인근에 위치한 도시인 다름슈타트, 프랑크푸르트암마인, 하이델베르크에서 근무한다.

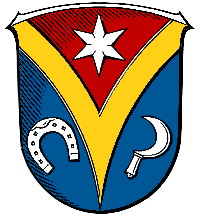
시 문장